# مونتگوت (لوئیزیانا)
مونتگوت (به انگلیسی: Montegut) شهری در ایالت لوئیزیانا کشور ایالات متحده آمریکا است که جمعیت آن در سرشماری سال ۲۰۱۰ میلادی، ۱٬۵۴۰ نفر بوده‌است.